# سعدي (أبشار)
سعدي (بالفارسية: سعدی) هي منطقة سكنية تقع في إيران في أبشار. يقدر عدد سكانها بـ 1877 نسمة بحسب إحصاء 2016.